# Antonio Pérez Caínzos
Antonio Luis Pérez Caínzos (Ferrol, Galicia, 22 de junio de 1974) es un entrenador español de baloncesto que actualmente dirige al Club Baloncesto Lucentum Alicante de la Liga Española de Baloncesto Oro.

## Trayectoria
Antonio Pérez posee el título de entrenador superior de baloncesto, licenciado en INEF e hizo el doctorado y un máster en Psicología Deportiva, y estudiante de  psicología clínica por la UNED. Tras varios años como jugador en ligas EBA y LEB2, en 2004 asumió el cargo de entrenador del CB Pontevedra de LEB2, y a partir de 2005 dio el salto al Club Basquet Coruña, donde militó siete temporadas logrando dos ascensos primero a LEB Bronce y luego a LEB Plata. Así mismo, fue ayudante en las selecciones U18, U19 y U20 con Gustavo Aranzana, Juan Antonio Orenga y Ricard Casas, coincidiendo con Jesús Sala; y pasó tres meses como entrenador invitado en 2013 en Denver, con la University of Denver, Metro State University y los Denver Nuggets de la NBA. 
En la temporada 2013/2014 fue segundo entrenador de Ricard Casas en el CB Valladolid de Liga Endesa que finalizó la temporada en última posición de la Liga ACB. De ahí llegó al CB Clavijo en 2014.
Con el conjunto riojano, no solo no consiguió repetir participación en el playoff de ascenso, sino que terminó dejándolo en posiciones de descenso que no se consumó por razones administrativas.
En agosto de 2017, se convierte en entrenador del Sáenz Horeca Araberri para entrenar en la Liga LEB Oro durante la temporada 2017-18. Con él a los mandos, consiguieron mantenerse en la segunda competición nacional gracias a un balance de 15 victorias y 19 derrotas, que les situó en undécima posición.
En verano de 2018, firma como entrenador ayudante de Josep Maria Berrocal en el CB Estudiantes de la Liga Endesa.
En julio de 2020, firma como entrenador ayudante en el Real Betis Baloncesto de la Liga ACB, en el que trabajaría durante tres temporadas, formando parte de los cuerpos técnicos de Joan Plaza y de Luis Casimiro.
El 9 de junio de 2023, se convierte en entrenador del Club Baloncesto Lucentum Alicante de la Liga Española de Baloncesto Oro.

## Internacionalidades
- 2008. España. Europeo Sub-20, en Riga (Letonia). Entrenador ayudante de Gustavo Aranzana.
- 2009. España. Mundial Sub-19, en Auckland (Nueva Zelanda). Entrenador ayudante de Juan Antonio Orenga.
- 2010. España. Europeo Sub-18, en Vilnius (Lituania). Entrenador ayudante de Ricard Casas.
- 2011. España. Europeo Sub-16, en República Checa. Entrenador ayudante de Diego Ocampo.

## Palmarés

### Clubs
- 2003-04. CB Coruña. EBA. Ascenso a LEB Plata
- 2006-07. CB Coruña. EBA. Ascenso a LEB Bronce
- 2007-08. CB Coruña. LEB Bronce. Ascenso a LEB Plata

### Selección Española
- 2008. España. Europeo Sub-20, en Riga (Letonia). Bronce
- 2011. España. Europeo Sub-16, en República Checa. Bronce